# エマヌエル・デ・ウィッテ
エマヌエル・デ・ウィッテ（Emanuel de Witte, 1617年 – 1692年）は、オランダの画家。優れた構図と光の使い方で教会内部を描いた作品で知られているが、同じテーマを描いたピーテル・ヤンスゾーン・サーンレダムは正確さを強調したが、デ・ウッテは雰囲気をより重要視した。

## 生涯
デ・ウィッテは現在北ホラント州にあるアルケマールで生まれ、教師であった実の父親から幾何学を学んだ。1636年に地元の画家のギルドのメンバーと成る。ロッテルダムで過ごした後、デルフトでも学ぶ。

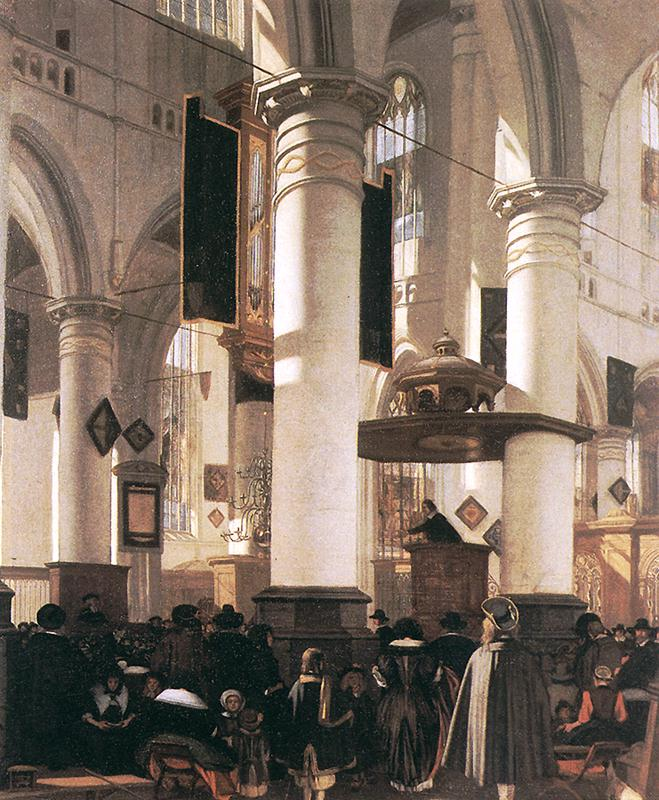
ウィッテ画『教会の内部』(1660年頃)

1651年にはアムステルダムに落ち着くが、1655年には妻に先立たれる。その後23歳の女性と再婚するが、その妻は17歳になっていたデ・ウィッテの娘に悪い影響を与えたようで、1659年には妻と娘の二人が4回も近所へ盗みに入った罪で尋問を受けている。最初は娘の方がフェンスを越えて盗みに入り、最後には壁に穴を開けて侵入した。その時、妻の方は妊娠していたが6年の間アムステルダムを追われることとなり、結局1663年にアムステルダム郊外で亡くなった。
妻と子供が窃盗で逮捕されたため、ウィッテはアムステルダムの公証人及びある美術商を相手に、すべての作品を部屋代と賄い代、年間800ギルダーで引き渡すという不利な契約を結ぶことになってしまう。ウィッテはこの契約を守らなかったため、美術商から訴えられ、更なる契約を結ばされてしまう。何人かのパトロンがウィッテを支援したもののうまくいかなかったようで、ウィッテは顧客に対して、また教会内で彼の製作過程を見ている人々に対して大声を出すなどの行動をとるようになる。また、記録によるとウィッテにはギャンブル癖があったり、画家のヘラルト・デ・ライレッセとも確執があったようである。アルノルト・ホウブラーケンによると、1692年の冬、家賃の事で言い争いになった後、ウィッテはある橋で首を吊って死のうとした。しかし縄が切れてしまったため、河に落ちて溺れ死んだと見られる。その夜、運河が凍ってしまったため、暖かくなった11週間後になるまでウィッテの遺体は発見されなかった。
当初ウィッテは神話画や宗教画、肖像画を描いた。1651年にデルフトからアムステルダムに移って以来、教会の内部を描いた作品を専門的に描く様になっていった。時々、いくつかの違った教会の色々な面を組み合わせて理想的な内部を描くこともあった。

## 主な作品
- 『新教会の内部、説教の最中、アムステルダム』 Interior of the Nieuwe Kerk, Amsterdam, during a Service (1658) - 57,2 × 65,5 cm、ティッセン・ボルネミッサ美術館、マドリッド
- 『旧教会の内部、アムステルダム』 The Interior of the Oude Kerk, Amsterdam (1660) - 79.1 x 63.1 cm、ナショナル・ギャラリー、ロンドン
- 『ヴァージナルの前に女のいる室内』 Bourgeois Interior with a Woman at the Virginals (1665) –ボイマンス・ヴァン・ベーニンゲン美術館、ロッテルダム
- 『教会の内部』 Interior of a Church (1668) ボイマンス・ヴァン・ベーニンゲン美術館、ロッテルダム
- 『空想上のカトリック教会の内部』 Interior of an imaginary Catholic church - 110 × 85 cm、マウリッツハイス美術館、ハーグ
- 『新教会の内部、アムステルダム』 Interior of the Nieuwe Kerk, Amsterdam (1677) – 127.6 x 116.9 cm、ボストン美術館
- 『ポルトガルのシナゴーグ』 Portuguese Synagogue (1680) – 110 × 99 cm、アムステルダム国立美術館
- 『旧教会の内部、デルフト』Interior of the Oude Kerk, Delft (1680) - 62 x 49.2 cm、シカゴ美術館
- 『教会内部』 Interior of a Church (1685) - 80x66 cm、エルミタージュ美術館

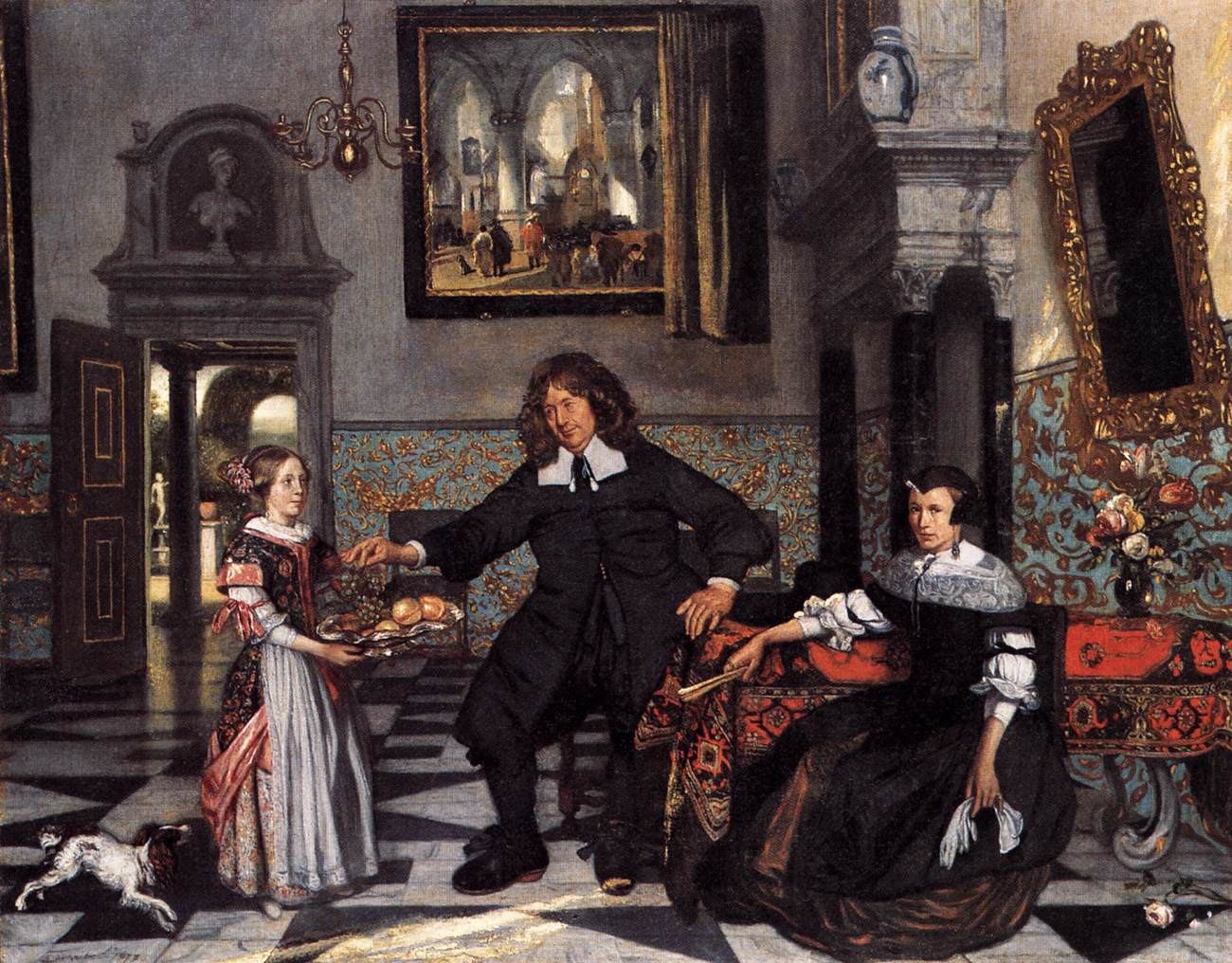
Portrait of a Family in an Interior, アルテ・ピナコテーク, ミュンヘン
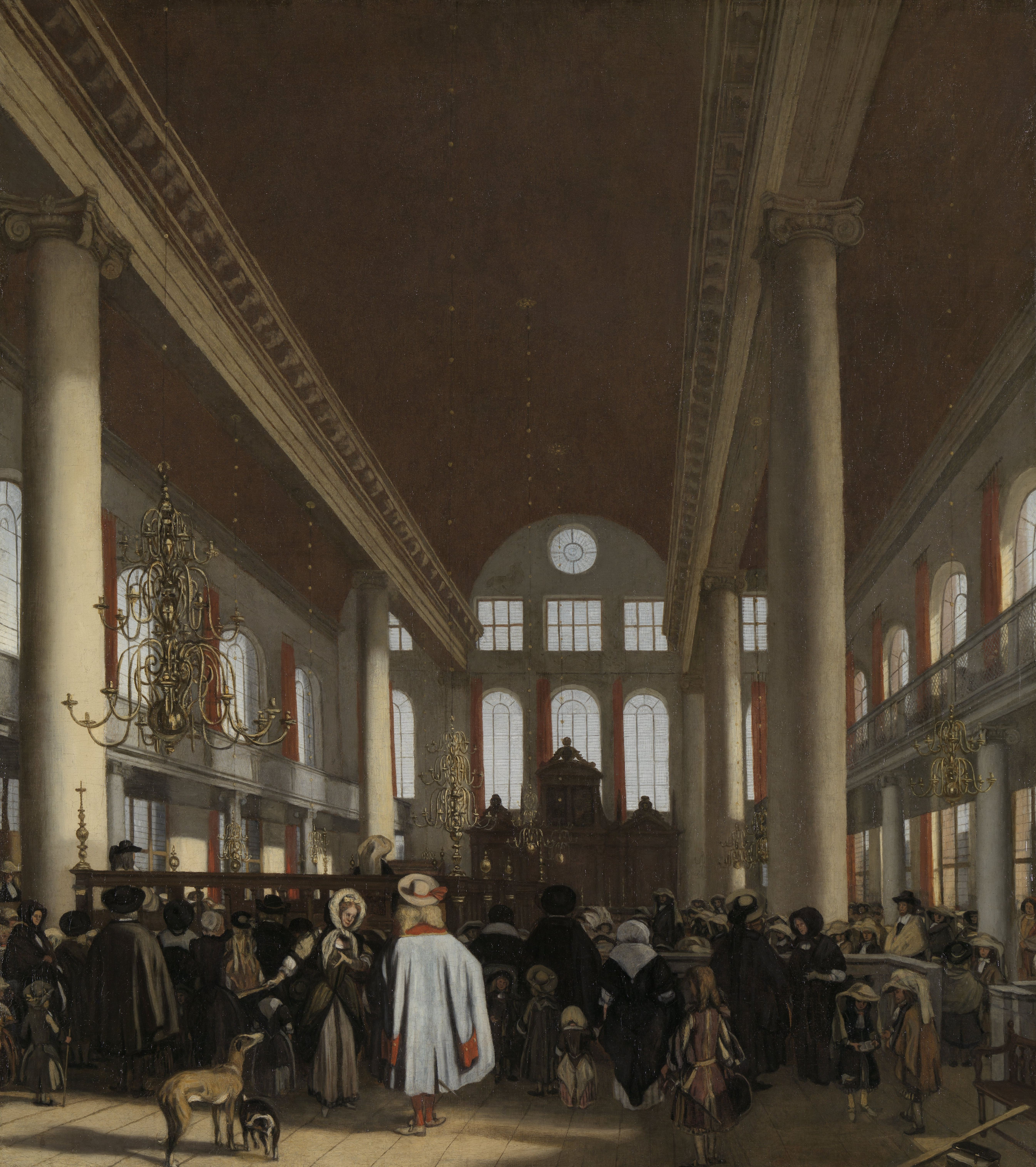
『ポルトガルのシナゴーグ』(Interior of the Portuguese synagogue in Amsterdam) 1680, アムステルダム国立美術館
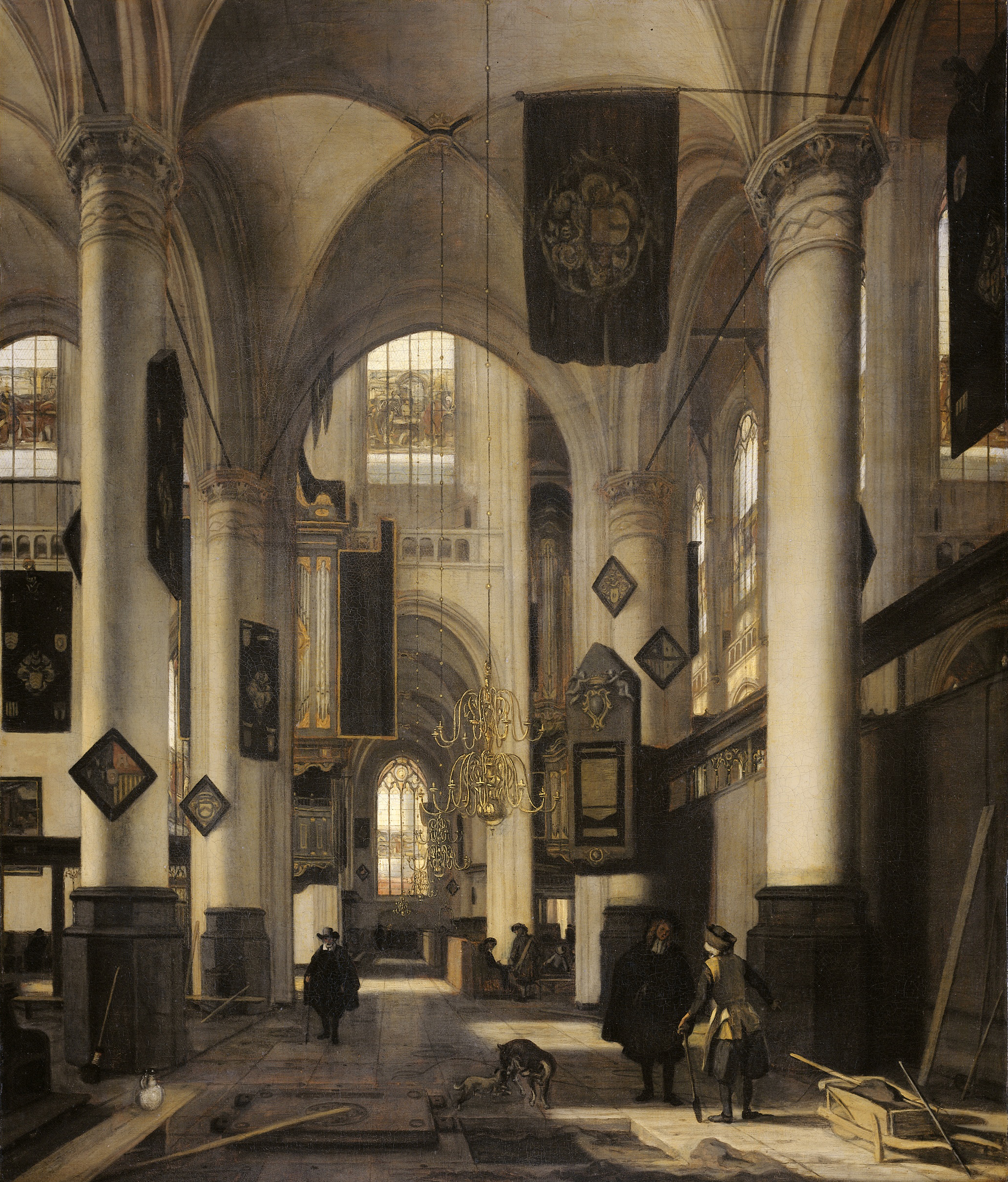
『ゴシック様式のプロテスタントの教会』アムステルダム国立美術館